# フロリダマン
フロリダマン（Florida Man） は2013年に主にアメリカ合衆国で人気を博したインターネット・ミームである。 このミームは通常、フロリダ州で起きた異常又は奇妙な犯罪や出来事に関するニュース記事や記事へのリンクを伴っている  。マイアミ・ニュー・タイムズは、情報公開法によりほかの州に比べてフロリダ州では警察の検挙情報がジャーナリストにとって入手しやすくなっており、そのことが大量のニュース記事をもたらしていることが背景にあると指摘している。

## 原点
このミームは、2013年2月にTwitterで「犬がアクセルを踏んだ自動車にフロリダマンが轢かれる」や「ウォルマートで電動スクーターを飲酒運転したフロリダマンを警察が逮捕」といったニュースにつけられたフィード@_FloridaManによって普及した。フィードではフロリダマンを「世界最低のスーパーヒーロー」と呼んでいる。

## 拡散
Twitterが普及する前から、すでにインターネット上ではコミュニティサイトのFarkでフロリダ州は非常に個性的と評判だった。しかし、2013年1月にTwitterでフィード機能が実装されると、2013年2月に掲載された多数のニュース記事が注目を集めた。
フロリダマンはFXショーアトランタのシーズン2でも引き合いに出された。

## 反応
このミームは、フロリダと奇抜でユーモラスな活動との関連性を裏付けるものとして広く知られており、ダーウィン賞としばしば比較される。